# Saint-Georges-sur-Renon
Saint-Georges-sur-Renon är en kommun i departementet Ain i regionen Auvergne-Rhône-Alpes i östra Frankrike. Kommunen ligger  i kantonen Châtillon-sur-Chalaronne som ligger i arrondissementet Bourg-en-Bresse. Kommunens areal är 5,66 km². År 2022 hade Saint-Georges-sur-Renon 214 invånare.

## Befolkningsutveckling
Antalet invånare i kommunen Saint-Georges-sur-Renon
Referens: INSEE